# Såne
 For alternative betydninger, se Såne (flertydig). (Se også artikler, som begynder med Såne)
Såne eller Saane er en lille landsby i Tikøb Sogn i Helsingør Kommune. 

## Historie
Saane er beskrevet tilbage til det 12. århundrede under navnet "Sande", hvor der er angivet en tilknytning til Esrum Kloster. På det tidspunkt og langt op i middelalderen var der blot tale om en enkelt gård, men efterhånden kom der flere gårde til. Nu er der blot én af de oprindelige gårde tilbage.